# Kárpátalja gazdasága
Kárpátalja (ukránul Закарпатська область, vagyis „Kárpátontúli terület”) Ukrajna nyugati, Magyarországgal, Szlovákiával, Romániával és egy kis szakaszon Lengyelországgal szomszédos régiója. A térség sok tekintetben eltér Ukrajna többi vidékétől. Ez leginkább annak a következménye, hogy bár lakosságának nagy részét a ruszin nemzetiségűek (kárpát-ukrán) teszik ki, a második világháborúig Kárpátalja Ukrajnától függetlenül fejlődött, mintegy ezer esztendeig Magyarország, majd a trianoni békeszerződés után Csehszlovákia, illetve 1945-től 1991-ig a Szovjetunió ukrajnai részeként.

## Kárpátalja ipara
Kárpátalja iparának sajátossága, hogy bármely országhoz is tartozott a térség, mindig periférián helyezkedett el, távol a fővárostól és a nagy ipari központoktól. Egyik állam sem fordított különösebb figyelmet a régió fejlesztésére.
Kárpátalja gazdasága a második világháború után épült ki, majd rendszerváltást követően a gazdasági termelés visszaesett. Az ezredforduló óta a legtöbb iparág részesedése a termelésben stagnál vagy csökken, kivétel ez alól a gépgyártás, amely látványos fejlődést produkál.
Az ipar ágazati szerkezete a következő (2007):
- bányászat 0,9%
- energiatermelés és -elosztás 11,0%
- gépgyártás 52,8%
- élelmiszeripar 14,0%
- könnyűipar 4,7%
- erdő és fafeldolgozó ipar 4,6%
- cellulóz- és papírgyártás 0,6%
- vegyipar 3,0%
- kohászat 0,6%
- egyéb 7,8%

### Gépgyártás
Kárpátalja legfejlettebb iparága jelenleg a gépgyártás, amely szerkezete eléggé bonyolult. Üzemei főként villanymotorokat, személygépkocsikat, fa- és fémmegmunkáló berendezéseket, gázórákat, gázkonvektorokat gyártanak. Az ágazat legnagyobb üzemei az ungvári villanymotorgyár, a tiszasalamoni Eurocar Zrt., a munkácsi és a beregszászi műszergyár, a nyugat-európai gyártmányú személygépkocsikhoz kábelkötegeket készítő Bereg-Kábel üzem, az ilosvai elektromechanikai üzem, a kölcsényi szerszámgépgyár, a lvivi Elektron konszern munkácsi, nagyszőlősi, szolyvai, ökörmezői és volóci leányvállalatai.

### Erdő- és fafeldolgozó ipar
Az erdő- és fafeldolgozó ipar a helyi, korábban gazdag erdőkészletére alapozva fejlődött ki. A legjelentősebb fakitermelő központok Kárpátalja keleti részén helyezkednek el, míg a fafeldolgozó üzemek megyeszerte megtalálhatóak. A legnagyobb erdőkombinátok Rahón, Királymezőn, Szolyván, Huszton, Kőrösmezőn és Perecsenyben találhatóak. A fafeldolgozó üzemek közül a legnagyobbak Taracközön és Tiszaújlakon működnek, míg a legnagyobb bútorgyárak Munkácson és Técsőn találhatóak. Furnér- és bútorgyártó kombinát termel még Ungváron , országos viszonylatban is jelentős favegyipari üzemek pedig Nagybocskón, Perecsenyben és Szolyván működnek.

### Építőanyag-ipar
Építőanyag-ipar alapja elsősorban a helyi nemfémes ásványkincsek bányászata, valamint a különféle falazó- és tetőfedő anyagok, vasbeton elemek stb. gyártása. Az üzemek egész Kárpátalja területén megtalálhatóak, de a legnagyobbak a terület nagyvárosaiban találhatóak (az ungvári, a munkácsi és nagyszőlősi vasbetonelem-gyár, a munkácsi aszfaltgyár stb.).

### Vegyipar
A vegyipart főleg a háztartási kémia vállalatai képviselik, amelyek többek között Ungváron és Ilosván találhatóak. Ungváron gyógyszergyár, Nagyszőlősön és Majdankán (Ökörmezői járás) műanyagokat előállító üzem is található.

### Tüzelőanyag-ipar
A tüzelőanyag-ipart sokáig csak a kis mennyiségben felszínre hozott barnaszén bányászat képviselte az Ilosvai járási Ilonca közelében. Mára azonban a magas önköltség és elavult bányászati technológia következtében a kitermelés megszűnt. Ugyanakkor a megye több helyén földgázlelőhelyeket tártak fel, amelyek közül az aknaszlatinai és az oroszkomoróci lelőhelyek a legjelentősebbek.

### Energiaipar
Az energiaipar fejlődése nem kielégítő, eddig mindössze néhány kisebb teljesítményű vízerőmű létesült a Kárpátalján. Közülük kiemelkedik a Talabor-Nagy-ági vízerőmű, amely a Nagy-ág folyó bal partján épült, de turbináinak a meghajtásához a Talabori-víztározó földalatti vezetékén odajuttatott vízét is felhasználja. Jelentős még az Ungvári Hő- és Vízerőmű, amely kapcsolatban áll az Ung folyó csatornáján létesített több, kisebb teljesítményű vízerőművével is. Kárpátalja energiaszükségletének a nagyobb részét a Nyugat-Ukrajnában található burstini és dobrotvori hőerőművektől kiinduló távvezetékek segítségével elégítik ki, de áthalad a megyén az Albertirsa–Vinnicja-távvezeték is.

### Könnyűipar
A könnyűipar túlnyomórészt a helyi nyersanyagok (állati bőrök és prémek, gyapjú), illetve a behozott textil-alapanyagok bázisán fejlődött ki. Legfontosabb ágazat a ruhaipar, amely legfontosabb központjai Munkács, Nagyszőlős, Perecseny és Beregszász. A cipőipar legnagyobb vállalatai Ungváron, Nagyszőlősön és Tiszaújlakon találhatóak. A könnyűipari üzemek közül jelentős még az ungvári és szerednyei textilgyár, a kőrösmezői mesterséges prémüzem és a huszti kalapgyár. Kárpátalján megtalálható a szőnyegszövés és a különféle szőttesek készítése (Rahó, Kőrösmező, Nagybereg, Beregszász), a vessző- és kosárfonás (Iza), valamint a fából készült emléktárgyak gyártása (Nagybocskó, Huszt, Técső).

### Élelmiszeripar
Az élelmiszeripar a kárpátaljai gazdaság egyik meghatározó ágazata, amely helyi nyersanyagot dolgoz fel. Legfontosabb ágazatai a borászat, az ásványvíz- és üdítőital-palackozás, a zöldség- és gyümölcskonzervipar, a tej-, hús- és a malomipar. Kárpátalja adja Ukrajna szőlőtermesztésének és az előállított bormennyiségének közel a felét. Az ágazat legnagyobb üzemei Beregszászon, Szerednyén, Ungváron és Ilosván találhatóak.
Az élelmiszeripar termelésének a felét a megyében a különféle szeszes- és üdítőitalok gyártása, valamint az ásványvíz-palackozás teszi ki. A zöldség- és gyümölcskonzerv ipar Szerednyén, Beregszászon, Ungváron, Munkácson, Técsőn, Visken, Nagybocskón, Nagybereznán, Tiszapéterfalván és Tiszakeresztúron található. A növényolaj- és zsírtermelés legjelentősebb üzeme az ungvári margaringyár, míg a tej- és a húsipar vállalatai a járási központok többségében megtalálhatók. A malomipar üzemei nagyjából egyenletesen oszlanak el Kárpátalja területén. Az egyéb élelmiszeripari ágak közül fontos még a beregszászi dohányfeldolgozó üzem, a munkácsi édességgyár, valamint az ásványvíz-palackozó üzemek (Szolyva, Saján, Polena, Nagymuzsaly).

## Kárpátalja mezőgazdasága
Kárpátalján fontos helyet foglal el a gazdasági szerkezetben az agráripari komplexum, amely meghatározó egysége a mezőgazdasági termelés.
A vidék sajátságos adottságokkal rendelkezik a mezőgazdasági termelésfejlesztéséhez, ami a termőterületek aránylag kis mennyiségében, a természeti feltételek változatosságában (domborzat, talajok, éghajlat), a termelési módszerek, tulajdonosi viszonyok változásában nyilvánulnak meg.
Kárpátalja földterületeinek szerkezete (2007):
- erdővel borított terület 56,8%
- mezőgazdasági földterületek 37,0%
- beépített területek 3,5%
- más területek 2,7%.

A mezőgazdasági földterületek szerkezete:
- szántó 44%
- legelők 29%
- kaszálók 21%
- gyümölcsösök és ültetvények 6%.

Kárpátalján elsősorban a természeti viszonyoktól függően egymástól jól elhatárolható három gazdasági övezet alakult ki:
- a Tiszai-síkság szántóföldi növénytermesztéssel, rét- és legelőgazdasággal;
- a vulkáni övezettől keletre lévő hegyvidék a legeltető állattenyésztéssel és erdőgazdasággal;
- a vulkáni zóna nyugati lejtői és a szigetvulkánok területe, ahol gyümölcs- és szőlőtermesztés alakult ki.

### Növénytermesztés
A növénytermesztésben a búza, árpa, burgonya, kukorica, zöldségfélék, gyümölcs és szőlő termesztése dominál. A búza fő vetésterülete a síkság, termelnek még a kiszélesedett hegyközi medencékben és a széles folyóvölgyekben is. Őszi árpát a Tiszai-síkságon, tavaszi árpát, zabot termelnek a folyóvölgyekben és a hűvösebb éghajlatú medencékben. Kukoricát, takarmánynövényeket a Tiszai-síkságon termesztenek. A burgonya a búza után a második legfontosabb termesztett növény. A síksági területeken, folyóvölgyekben a magasan fekvő területeken termesztik. Ipari növények közül napraforgót, cukorrépát, dohányt kizárólag a Tiszai-síkságon termesztenek. A zöldségfélék közül a káposzta, sárgarépa, petrezselyem, vöröshagyma, a zöld- és fűszerpaprika termesztése dominál. A sík és az alacsony vulkáni hegyvidéki tájakon gyümölcs és szőlőtermesztéssel foglalkoznak. A legfontosabb termesztett gyümölcsök: alma, dió, cseresznye, szilva, körte. A vulkáni övezet nyugati lejtőin és a vulkáni szigethegyeken szőlőműveléssel foglalkoznak. A szőlőtermesztés legnagyobb központjai Beregszász, Mezőkaszony, Szerednye, Nagymuzsaly, Nagyszőlős határában van.

### Állattenyésztés
Kárpátalja kiterjedt rét- és legelő területei kedvezőek az állattartás számára. A nagy kiterjedésű és jó minőségű zöldtakarmány-bázison a szarvasmarhatartás a legfontosabb. A tejtermelő szarvasmarha-állomány elsősorban a hegyvidék lejtőin, míg a hústermelésre szánt növendékállatokat inkább a síkvidéken tenyésztik. Az ártéri síkságon egyaránt tartanak hízó- és tejelő szarvasmarhát. Sertéstenyésztés szinte mindenütt folyik, a lakosság elsősorban önellátó. A juhtenyésztés a Máramarosi-havasokban és a Poloninákon helyezkedik el. A baromfitenyésztés Kárpátalja egész területén elterjedt, a falvakban szinte minden család udvarán tartanak baromfit.